# Oncocnemis cibalis
Oncocnemis cibalis là một loài bướm đêm trong họ Noctuidae.